# Christoph M. Bamberger

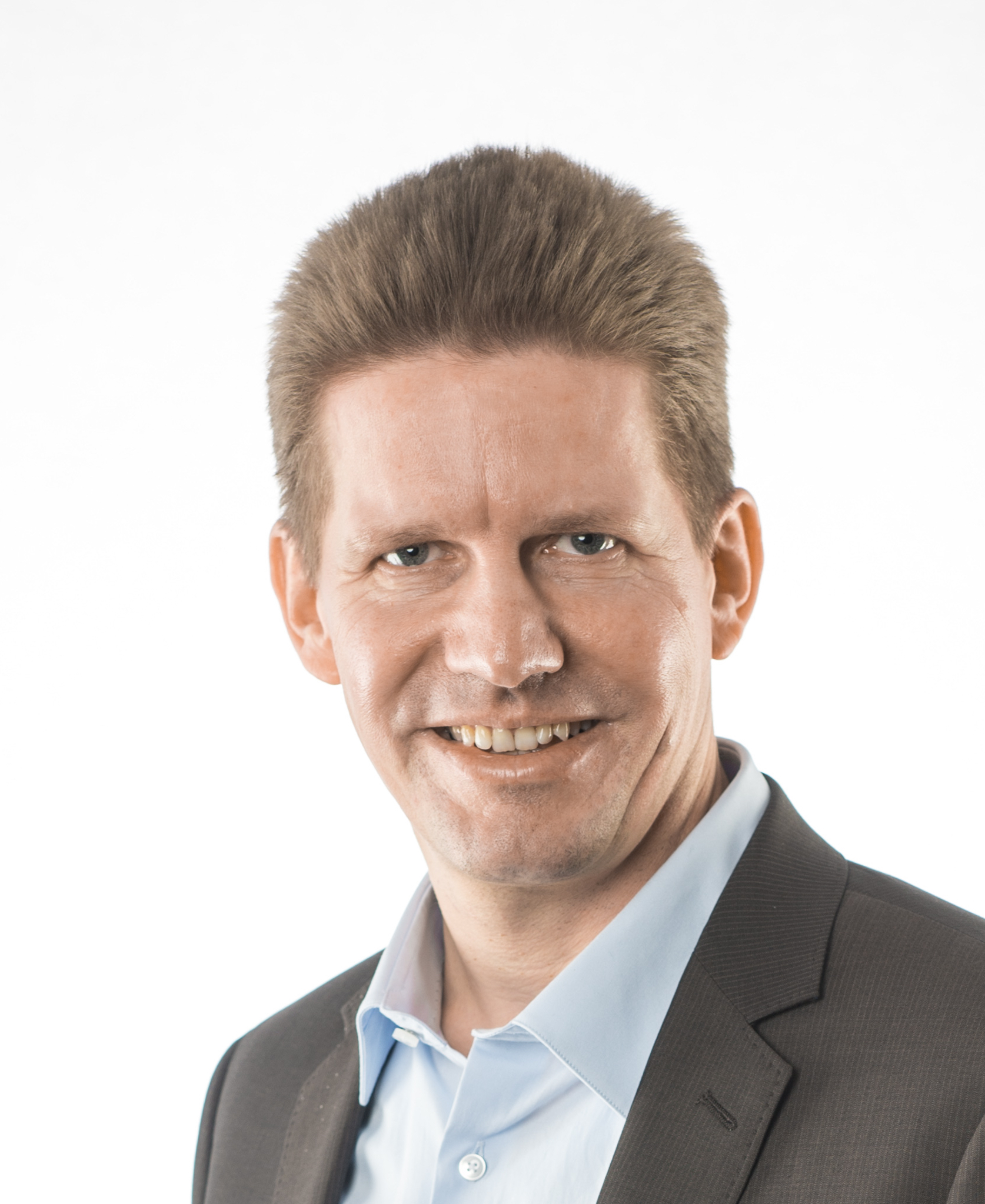
Christoph M. Bamberger

Christoph Marcus Bamberger (* 23. Juli 1965 in Bremen) ist ein deutscher Arzt für Innere Medizin und Endokrinologie, Sachbuchautor, Professor an der Universität Hamburg und Direktor des privaten Medizinischen PräventionsCentrums Hamburg.

## Werdegang
Christoph Bamberger bestand 1991 sein medizinisches Staatsexamen und wurde im selben Jahr nach Verteidigung seiner Dissertationsschrift Der Einfluss unreifer Astrozyten auf die Axonregeneration im N. opticus der adulten Albinoratte. Eine Transplantationsstudie an der Christian-Albrechts-Universität in Kiel zum Dr. med. promoviert. Nach seiner Zeit als Arzt im Praktikum an der 1. Medizinischen Klinik der Kieler Universität ging er 1993 für einen zweijährigen Forschungsaufenthalt an die National Institutes of Health in Bethesda (Maryland), USA. Dort legte er das amerikanische Staatsexamen ab. Nach seiner Rückkehr nach Deutschland wurde er 1995 Laborleiter am Institut für Hormon- und Fortpflanzungsforschung der Universität Hamburg. Von 1996 bis 2003 war er außerdem wissenschaftlicher Mitarbeiter an der Medizinischen Klinik I des Universitätsklinikums Hamburg-Eppendorf. 1999 bestand Bamberger die Facharztprüfung für Innere Medizin. 2001 habilitierte er sich an der Universität Hamburg mit der Habilitationsschrift Untersuchungen zum molekularen Wirkmechanismus des menschlichen Glucocorticoidrezeptors und erhielt die Venia legendi als Privatdozent. Von 2003 bis 2008 hatte er die erste Professur für Endokrinologie und Stoffwechsel des Alterns in Deutschland inne. Seit 2006 ist er der Direktor und Geschäftsführer des Medizinischen PräventionsCentrums Hamburg. 2013 gründete er die Humanicon GmbH, ein auf die Herstellung und den Vertrieb naturnaher Nahrungsergänzungsmittel spezialisiertes Unternehmen.

## Auszeichnungen
- 1985–1992 Stipendiat der Studienstiftung des deutschen Volkes
- 1993–1994 Stipendium der Deutschen Forschungsgemeinschaft (DFG) für einen Forschungsaufenthalt an den National Institutes of Health (NIH) Bethesda, Maryland, USA
- 1994 Vortragspreis der Italienischen Gesellschaft für Endokrinologie (Premio „Endocrinology under 35“)
- 1995 Schoeller-Junkmann-Preis der Deutschen Gesellschaft für Endokrinologie
- 1996 Ludolph-Brauer-Preis der Nordwestdeutschen Gesellschaft für Innere Medizin
- 1997 Dr.-Martini-Preis der Dr. Martini-Stiftung Hamburg
- 2005 Dr. Günther Buch-Preis für Alternsforschung

## Veröffentlichungen
- Besser leben, länger leben: 10 gesunde Jahre mehr sind machbar – das individuelle Präventionsprogramm. Knaur, München 2006, ISBN 3-426-64280-8.
- Stressintelligenz. So finden Sie Ihren optimalen Stresslevel und gewinnen Lebensenergie. Knaur, München 2007, ISBN 978-3-426-64281-8.
- Entdecken Sie Ihr genetisches Ich: Stärken erkennen, Risiken ausschließen. Knaur-Ratgeber-Verlag, München 2009, ISBN 978-3-426-64596-3.
- mit Ana-Maria Bamberger: Die 50 besten Stress-Killer: Meine Work-Life-Balance finden. Trias, Stuttgart 2012, ISBN 978-3-8304-6134-0.
- mit Ana-Maria Bamberger: Die 50 besten Ärger-Killer. Trias, Stuttgart 2013, ISBN 978-3-8304-6890-5.
- Die 50 besten Vergesslichkeits-Killer. Trias, Stuttgart 2014, ISBN 978-3-8304-8079-2
- Schlafwunder: Hellwach im Alltag. Trias, Stuttgart 2017, ISBN 978-3-432-10436-2